# Lừa hoang Trung Á
Lừa hoang Trung Á (Equus hemionus) là một loài lừa lớn thuộc Họ Ngựa, Bộ Guốc lẻ, đặc hữu ở châu Á. Loài này được Pallas mô tả năm 1775. Chúng sinh sống ở các vùng sa mạc của Syria, Iran, Ấn Độ và Tây Tạng.
Giống như nhiều loài động vật ăn cỏ lớn khác, phạm vi phân bố của chúng bị thu hẹp chủ yếu là việc săn bắn và mất môi trường sống. Trong số 6 phân loài thì một đã bị tuyệt chủng và hai loài đang nguy cấp. Lừa hoang Tây Tạng (Equus kiang), một họ hàng gần ở Tây Tạng, nói chung được coi là loài riêng, mặc dù một số học giả vẫn phân loại chúng như là một phân loài của lừa hoang Trung Á (E. hemionus kiang).
Lừa hoang Trung Á lớn hơn so với lừa hoang châu Phi. Chúng nặng khoảng 290 kg và dài khoảng 2,1 mét (độ dài bao gồm đầu và thân). So với ngựa thì chân của chúng ngắn hơn và màu lông của chúng dao động phụ thuộc theo mùa. Nói chung, lông của chúng có màu nâu ánh đỏ trong mùa hè, trở thành nâu ánh vàng trong các tháng mùa đông. Chúng có sọc màu đen có viền màu trắng mở rộng xuống phía dưới của đoạn giữa lưng.
Lừa hoang Trung Á đã được người Sumer cổ đại sử dụng để kéo xe kể từ khoảng năm 2600 TCN.

## Phân loài
- Lừa hoang Mông Cổ (Equus hemionus hemionus). Tình trạng: Có thể bị đe dọa.
- Lừa hoang Ấn Độ hay Khur (Equus hemionus khur). Tình trạng: Nguy cấp.
- Lừa hoang Gobi (Equus hemionus luteus). Tình trạng: Có thể bị đe dọa.
- Lừa hoang Turkmenia (Equus hemionus kulan). Tình trạng: Cực kỳ nguy cấp.
- Lừa hoang Ba Tư (Equus hemionus onager). Tình trạng: Cực kỳ nguy cấp.
- Lừa hoang Syria (Equus hemionus hemippus). Tình trạng: Tuyệt chủng từ năm 1927.